# Френсіс Джу
Френсіс Джу (нар. 29 вересня 1963) — американський актор і співак. Джу відомий своїми виставами на Бродвеї, в національних гастролях, поза Бродвеєм та в регіональному театрі, зокрема в районі затоки Сан-Франциско та в Муні в Сент-Луїсі. Його ролі в п'єсах і мюзиклах варіюються від Шекспіра до Роджерса і Хаммерштейна до Девіда Генрі Хванга. Він також відомий своєю повторюваною роллю у телесеріалі «Мадам Секретар» (2014–2019).
Заслуги Джу на Бродвеї включають Тихоокеанські увертюри (1984; 2004), М. Батерфляй (1989) та "Ретельно сучасний Міллі" (2002), в яких він створив роль Бан Фу. Серед його акторських нагород - премія "Обі" та премія " Лортел" за його роль у " Жовтому обличчі" в громадському театрі (2008), премія "Драмалог" у Поцілунку жінки-павука в TheateWorks (1997), премія "Елліот Нортон" у " Міс Сайгон" у Музичному театрі North Shore (2013), ще одна премія «Обі» за Мрії диких гусей у Паблік (2018) та друга премія «Лортел» за Камбоджійський рок-гурт в театрі «Підпис» (2020). Він також виступав у фільмі та інших телевізійних ролях.

## Життя та кар’єра
Джу народився в Сан-Франциско, штат Каліфорнія, шостим з дев'яти дітей китайців-американців Франка (інженер ВМС США) та Дженні Джу. Він виріс у окрузі Річмонд у Сан-Франциско та відвідував підготовчу середню школу св. Ігнатія, беручи участь у драматичній програмі школи. Отримав ступінь бакалавра в Єльському університеті.

### Театр Нью-Йорка
Джу вперше з'явився в Нью-Йорку в 1984 році в постановці Тихоокеанські увертюри як хлопчик в дереві та голландський адмірал. Він з'явився в каліфорнійській постановці того ж мюзиклу в 1988 році  а пізніше - у шоу на Бродвеї як голландський адмірал і мадам (2004–05). Він також з'явився на Бродвеї в оригінальній постановці Бродвейського виробництва М. Батерфляй, де він вивчав титульного персонажа, Пісні Лілінг і Товариша Чина (1989–90), а також виступав думкою для цих персонажів у першому національному турі (1990–91 ); Потім він знявся як Пісня Лілінг у другому національному турі (1991–92). У оригінальній бродвейській постановці " Ретельно модерна Міллі" він створив роль Бан Фу (2002–04).
Позабродвейські заслуги Джу включають доктора Менделя у Національному азіатсько-американському театральному фестивалі 2006 року відродження Фальсеттоленда Вільяма Фінна ; численні ролі з нью-йоркським фестивалем Шекспіра в Гамлеті, Королі Лірі, Трагедії Річарда II, Перікла, Принца Тиру, Афінського Тимона та Казки Зимової ; Мрія: Моє життя з Верноном Діксоном ( Театр виноградників ); Оскар у Власна Мова Чая Юя (2005); батько в мюзиклі Кевіна Со, Віктор Ву: Середній азіатський американець ;  та віце-директор Хуанг у «Ніяких іноземці за межею» Уоррена Лійта (2005).
Він виграв премію Люсіль Лортел у 2008 році за видатного головного актора  та премію Обі  2008 р. за свою виставу в "Жовте обличчя" Девіда Генрі Хванга в Громадському театрі.  Він також був номінований на премію «Драматичний стіл 2008 року» за видатного головного актора у виставі.  На цю роль письменниця Ліа Чанг зауважила: "Джу відрізняє себе як батька Хванга, Генрі Ю. Хванга. ... Рухоме і щире зображення Джу ... заробляє [для нього] захоплені відгуки ". Джу сказав: "Для мене робота Хванга стала настільною частиною того, що означає бути азіатом-американцем в цій культурі. Йдеться про відчуття відчуженості у власній країні».
У 2009 році, після одужання від травми, Джу з'явився в Коралін з MCC Theatre в театрі Люсіль Лортел у ролі Батька. Він повернувся до Громадського театру у 2011 році як сер Натаніель у Програші праці над Любов'ю.
У ранньому 2014 році Джу грав батька головного героя в позабродвейській п'єсі в Signature Theater Company прем'єрою Хванга Кунг -Фу.  Він з'явився в "Світ крайнього щастя", п'єсі Френсіс Я-Чу Ковгіг, прем'єра якої відбулася в театрі Гудмена в Чикаго у вересні і жовтні 2014 року і знову відкрилася в театральному клубі Манхеттена в Нью-Йорку в лютому і березні 2015 року. Між цими двома творами, з York Theatre Company у грудні 2014 року він з'явився у "Моєму улюбленому році". З жовтня по грудень 2018 року Джу з'явився в «Диких гусячих мріях», новій п’єсі Гансола Юнга, в Громадському театрі  отримавши ще одну премію Обі за свою виставу.
У 2019, Джу виконував свою роль в М'якій силі на початку громадського театру в вересні 2019 року  У 2020 році він зіграв Дуїка в Камбоджійському рок-гурті Лорен Йе в Театрі підписів. Джу було номіновано на премію «Драматичний стіл 2020» та премію «Люсіль Лортел» на обидві ролі; він виграв премію «Лортел» за видатного головного актора у виставі для останньої ролі.

### Інший театр
Джу також широко з'являвся в регіональному театрі як Джефрі в "Пісні для рибалки Нісей" в Азіатсько-американській театральній компанії (1988); головним персонажем у «Батерфляй» в театрі іподрому (1992), «TheatreWorks» у Каліфорнії (1992, 2007), «Театральна компанія Аризони» (1993) та «Vineyard Playhouse» (1994); MC в Кабаре в Cider Mill Playhouse (1993) і TheatreWorks (1996, премія Bay Area Critics Circle Award), Музичний театр Сакраменто (1998); Шайба у мрії серед літньої ночі в театральній компанії «Аризона» (1995); «Амануеніс і Геронте» в «Ілюзії» в театральній компанії «Аризона» (1997 р., Виграв премію ZONI); Моліна в поцілунку жінки-павука в TheateWorks (1997, премія «Драмалог» ); Томас у «Питанні милосердя» в Чарівному театрі (1998); Майк, Рональд і Скунк у ролі «Бджоли в меді потонули» та головний персонаж в «Амадеус», обидва в «TheatreWorks» (1999);  парсов Людина в Just So в North Shore музичного театру (2001); Skeets Miller у Флойда Коллінза в TheatreWorks (2001); Хуа в Червоному в театрі Вільми (2003) та TheatreWorks (2004; "Джу ... ... абсолютно переконливий. Він самоправедний, суворий і в той же час абсолютно співчутливий. "); оповідач в" Into the Woods ", якого він також хореографував, в TheatreWorks (2006, премія" Критичний круг округу Бей ";" Джу ... "показує свою дивовижну фізичну акторський талант.... Він має справжній театральний голос, коли робить чудове оповідання історії. "); Король у " Королі та я " в Американському музичному театрі Сан-Хосе (2006) та" Театрі вечері каруселі "(2008); та Містер Оджі у фільмі Філіпа Кан Готанда після війни в Театрі американської консерваторії в Сан-Франциско (2007).  

Амфітеатр Муні з 11 000 місць, де Джу знімався кілька разів

У «Муні в Сент-Луїсі» він знявся у головних ролях «Король і я» (2006) та Пітер Пен у 2007 році  та як «Інженер» у «Міс Сайгон» у 2008 році. У 2009 році він відтворив свою роль у «Жовтому обличчі» у театральних роботах. У 2010 році Джу зіграв Смокі в " Damn Yankees" на "The Muny". Цієї осені він знявся як доктор Гівінгс у постановці театру "Актори" в "У сусідній кімнаті" (або "Вібраційна п'єса") у Фініксі, штат Аризона (за що він отримав нагороду ZONI). У 2011 році він знову був у «Муні» як Себастьян у «Русалоньці». CBS Сент-Луїс писав: "Неперевершені акторські та танцювальні та співочі навички Френсіса Джу як Себастьяна, є радістю їх пережити". На початку 2012 року він з’явився в «Казці зими» в Єльському репертуарному театрі   а того літа повернувся до «Муні» в «Ретельно модерній Міллі» (цього разу як Чін Хо)  та як Кассіма в Аладдіні.  Пізніше того ж року Джу створив дві ролі у «Тебе для мене для тебе», новій п’єсі Міа Чунг, дебютованій у театральній трупі «Вуллі мамонт».
Джу виступив у ролі Сальватора "Саллі" Камато в сценічній екранізації " Паперові ляльки " Філіпа Гімберга в театрі триколісних велосипедів у Лондоні з 28 лютого 2013 року по 13 квітня 2013 року. Daily Telegraph писав: "Джу дає приголомшливий виступ як Саллі". «Таймс» прокоментував: "У серці [мюзиклу] - відносини (які неодноразово змушували мене плакати) між Хаїмом ... і чудовим Френсісом Джу як Сальваторе - "Саллі". "  У червні він з’явився на Міжнародному фестивалі мистецтв у Нью-Хейвені у мюзиклі Stuck Elevator, музикою Байрона Ау Йонга та лібреттом Аарона Джаферіса, режисером Чаєм Ю, про кур'єра, захопленого в ліфті Бронкса на 81 годину. У листопаді Джу повернувся на Північний берег та на роль Інженера у Міс Сайгон. Рецензія в «Бостонському глобусі» прокоментувала: «Джу подає незгладимий портрет мефістофельського шуляха, який не так сильно ходить, як слизький, згубний корумпований уцілілий чоловік, здатний переключитися на вірність.... Джу перевершується в одному з найкращих номерів шоу "Американська мрія". Джу отримав премію Елліота Нортона за свою виставу  та був номінований на премію IRNE.
У жовтні 2015 року Джу створив кілька ролей, включаючи батька, у новій комічній п’єсі «Tiger Style! Майком Лью в Театрі Альянсу в Атланті, штат Джорджія. "Джу вкрадає шоу, коли він швидко модулює між персонажами, виступаючи з харизмою та гумором". На початку 2016 року Джу зіграв головного шеф-кухаря суші Коджі в Токіо Fish Story Кімбер Лі в Theatreworks. Пізніше в тому році він презентував свої ролі в " Тигровому стилі"! в Бостоні. Наступного року він зіграв Ларрі Є в "Королі Єги", Лорен Йе, в Чикаго та Лос-Анджелесі. Рецензент для Chicago Sun-Times писав: "Ви без будь-якого запитання закохаєтесь у Ларрі Йі, а точніше - у Френсіса Джу, веселого, широкоокого, кремезного комічного, комедійного безконечного і зовсім чудового. актор, який грає його з такою нелегкою підступністю ". Рецензент The San Diego Union-Tribune прокоментував, що у Мріях диких гусей у La Jolla Playhouse у вересні та жовтні 2017 року "Джу зображує батька з виграшним, грайливо комічним штрихом". Жуе знявся в новій "п'єсі з мюзиклом" Девід Генрі Хванга і Жаніни Тесорі, " Soft Power", яка відкрилася в театрі Ахмансона в Лос-Анджелесі в травні 2018 року, а в червні переїхала до театру Курран Сан-Франциско.
У середині 2019 року Джу відіграв Рестен в Мовному архіві TheatreWorks Silicon Valley.

### Телебачення та фільм
Телевізійні заслуги Джу включають Доріана у Поговори зі мною (2000, ABC), голос Джеймса в Ніккі (2000, Cartoon Network), доктора Ямагатчі  «One Life to Live», доктора Фонга та пізніше суддю Онга з питань правопорядку: SVU ( 2004–06; 2013, NBC), доктора Тома Лі з Доброї дружини (2009–10, CBS) та доктора Хелбертона з питань правопорядку (2010, NBC). З 2014 по 2019 рік він відігравав повторювану роль міністра закордонних справ Китаю Мін Чен у телесеріалі CBS Мадам секретар.
Стосовно фільмів Джу з'явився у комедії 1999 року «Лялька, кохання та Мерц» у ролі Мерца; і він дебютував у повнометражному фільмі як Анг Хсу у " Радісному шумі" у 2012 році, разом з  Доллі Партон та королевою Латіфою. Він зіграв Кріса у 2019-му короткому ссаспенс-трилері «<i id="mwAWM">Рандеву»</i>.